# Mario Vulpiani
Mario Vulpiani (* 15. Februar 1927 in Rom, Italien) ist ein italienischer Kameramann.

## Leben
Mario Vulpiani startete seine Filmkarriere als Assistent des Kameramannes Enrico Chroscisky und drehte in den 1950er Jahren mehrere Dokumentarfilme. Mit dem von Roberto Rossellini inszenierten und 1961 ausgestrahlten Fernsehfilm Torino nei cent'anni debütierte Vulpiani als eigenverantwortlicher Kameramann. Während seiner Zeit im italienischen Film arbeitete er unter anderem mit Marco Ferreri, Mario Schifano und Valentino Orsini zusammen. Sein Schaffen umfasst mehr als 70 Film- und Fernsehproduktionen.

## Filmografie (Auswahl)
- 1961: Torino nei cent'anni
- 1964: Zorros grausamer Schwur (El Zorro cabalga otra vez)
- 1969: Dillinger ist tot (Dillinger è morto)
- 1969: La notte dei serpenti
- 1970: Ostwind (Le vent d'est)
- 1972: Allein mit Giorgio (Liza)
- 1972: Die Audienz (L'udienza)
- 1972: Der Geliebte der großen Bärin (L'amante dell'orsa maggiore)
- 1972: Drei Vaterunser für vier Halunken (Il grande duello)
- 1973: Das große Fressen (La grande bouffe´)
- 1974: Verbannt (Il sorriso del grande tentatore)
- 1975: Der Gorilla (Vai gorilla)
- 1976: Killer der Apokalypse (La legge violenta della squadra anticrimine)
- 1976: The 44 Specialist (Mark colpisce ancora)
- 1976: Warum mußte Staatsanwalt Traini sterben? (Perché si uccide un magistrato)
- 1977: Die Stimme des Todes (Il gatto dagli occhi di giada)
- 1978: Blutige Schatten (Solamente nero)
- 1979: Gestohlene Herzen (Professione figlio)
- 1979: Nachtschwester müsste man sein (L'infermiera di notte)
- 1980: Der Puma Mann (L'uomo puma)
- 1980: Helm auf – Hose runter (La dottoressa ci sta col colonnello)
- 1980: Mirandolina (La locandiera)
- 1981: Der Spion meiner Träume (Tais-toi quand tu parles!)
- 1982: Die verrücktesten 90 Minuten vor Christi Geburt (Deux heures moins le quart avant Jésus-Christ)
- 1986: Die Insel (Un'isola)
- 1995: Castle Freak